# Mödlareuth

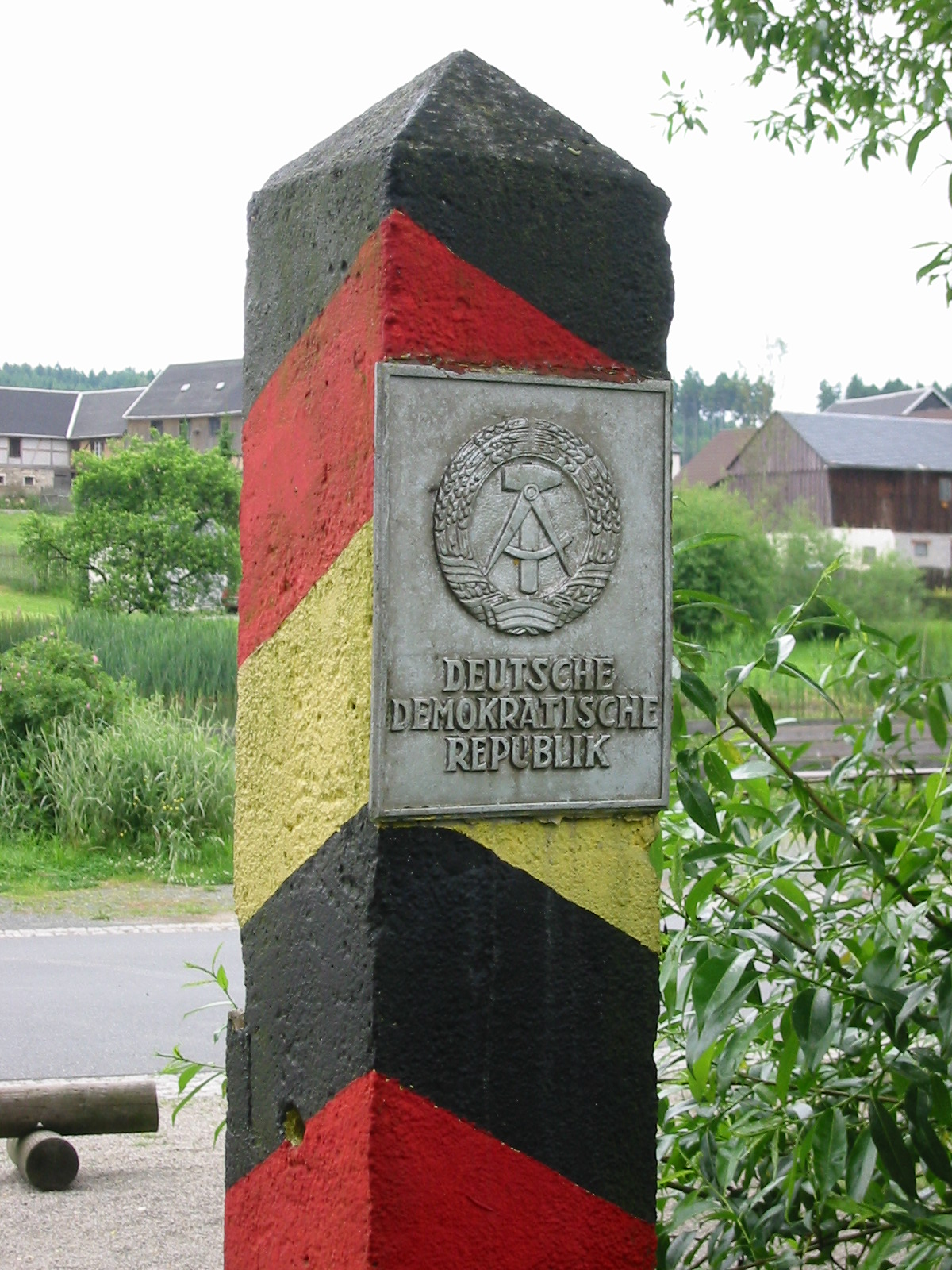
Colonna di confine

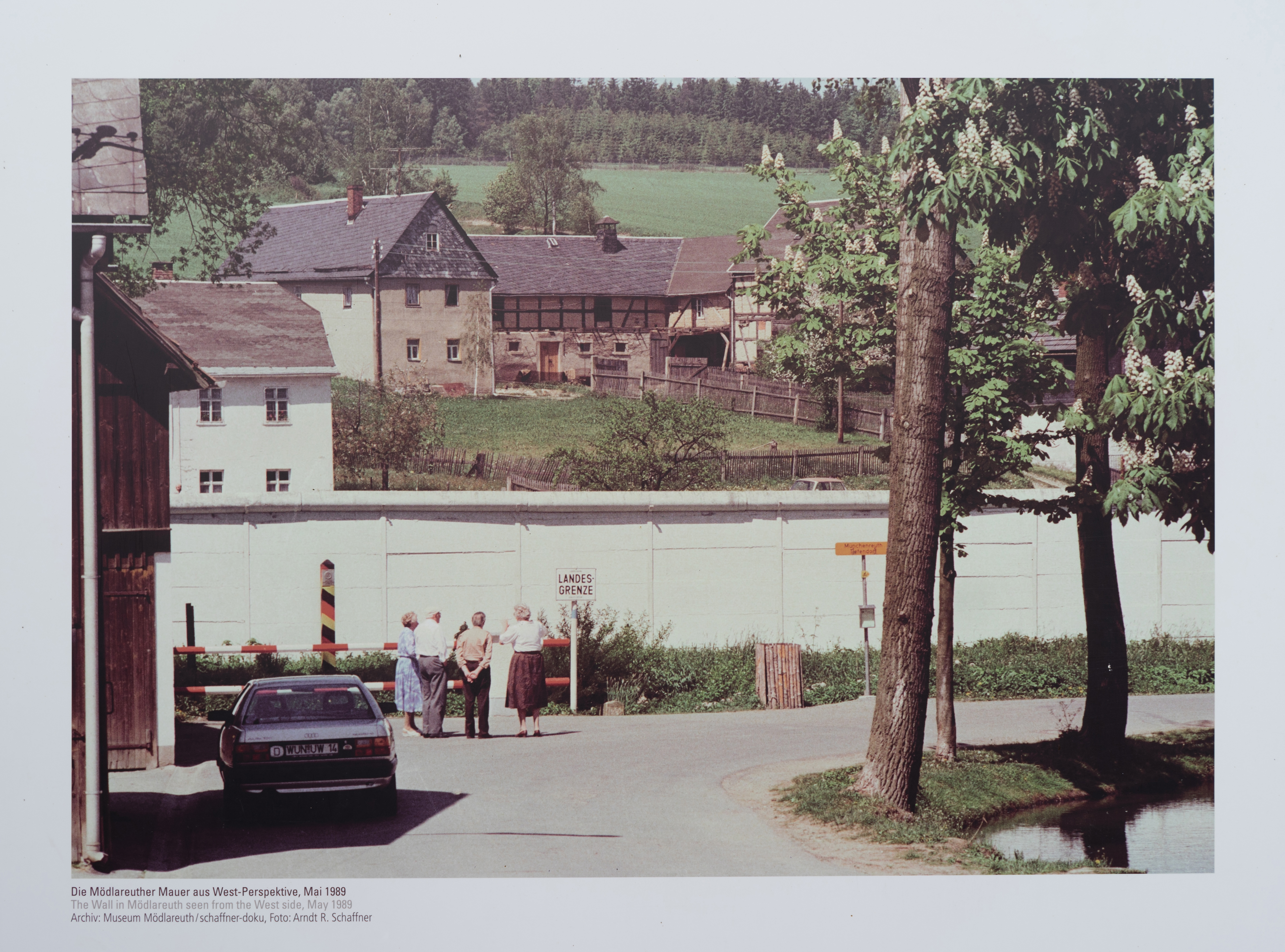
Situazione prima del 1989 su un pannello informativo

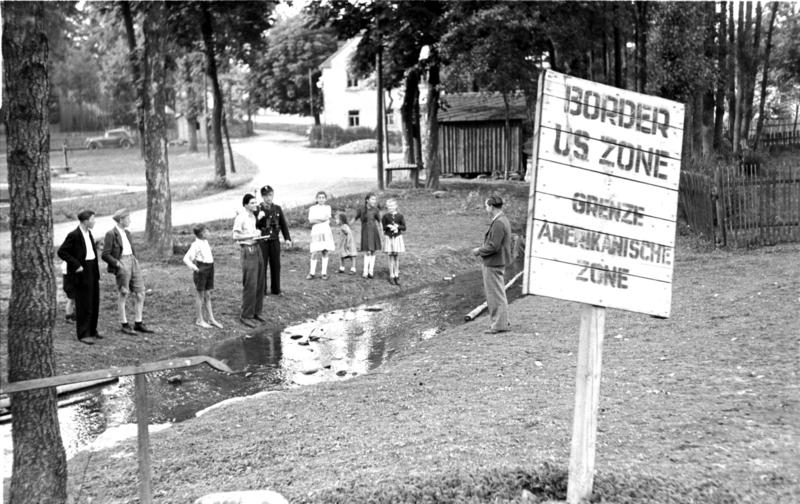
Il confine a Mödlareuth nel 1949

Mödlareuth è un paese con circa 50 abitanti sul confine tra la Baviera e la Turingia che ha una particolarità: è diviso da più di 400 anni in una parte bavarese ed in una parte turingia. Il confine fra la Germania Ovest e la Germania Est attraversò per 41 anni il paese.

## Storia
Nel Cinquecento si stabilì che il piccolo torrente Tannbach avrebbe rappresentato il confine fra il margraviato di Bayreuth e la contea di Reuß-Schleiz. Mödlareuth, attraversata dal piccolo torrente, fu quindi divisa fra i due Stati, ai quali dopo il 1810 succedettero il regno di Baviera e il principato di Reuß linea cadetta.
Per la popolazione di Mödlareuth questa divisione non aveva effetti pratici: c'erano solo una scuola e una trattoria, poste nella parte turingia. In chiesa si andava nel vicino paese bavarese di Töpen. Inoltre esisteva una comune società corale maschile.
Dal 1945 la Turingia, che includeva dal 1920 anche il principato di Reuß, diventò parte della zona di occupazione sovietica, mentre invece la Baviera faceva parte del settore americano. Successivamente, dopo la fondazione della Germania Ovest e della Germania Est, il confine fra i due stati divise il paese di Mödlareuth a metà. Il passaggio da una parte all'altra era possibile solo con un lasciapassare.
Dal 1952 la Repubblica Democratica Tedesca cominciò a costruire sbarramenti lungo il suo lato del confine per impedire le fughe dei propri cittadini. Così a Mödlareuth fu istituita la cosiddetta “riga di sicurezza” della RDT e fu vietato (fino al 1989) ai cittadini della Germania occidentale di entrare a Mödlareuth. Per i cittadini della RDT che non vivevano nella zona di sbarramento l'entrata a Mödlareuth era possibile solo avendo una licenza particolare. Quando il Partito Socialista Unificato di Germania (SED) riteneva che ci fosse un abitante “inaffidabile” nelle zone limitrofe il confine, questa persona veniva trasferita in un'altra regione con la forza e così successe anche con qualche abitante di Mödlareuth. L'“Obere Mühle” (“mulino alto”), che si trovava esattamente sul confine, venne distrutto; le persone che vi abitavano riuscirono a fuggire in Baviera.
La RDT cominciò ad erigere un muro fatto da ripiani, che fu sostituito da una rete a filo spinato. Nel 1966 furono erette delle mura in calcestruzzo come a Berlino. Solo nel 1973 un cittadino della RDT riuscì a superare le mura vicino all'”Untere Mühle” (mulino basso), che venne poi demolito delle truppe.
Nei decenni della separazione tedesca la parte orientale di Mödlareuth era controllata sia il giorno che la notte, mentre nel lato ovest Mödlareuth diventò un'attrazione. I soldati americani nella regione ribattezzarono Mödlareuth “Little Berlin” (la piccola Berlino).
La svolta politica nella RDT e l'apertura del confine il 9 novembre 1989 fecero sì che lo stesso giorno venisse aperto un passaggio per pedoni a Mödlareuth. Il 17 giugno 1990 le mura a Mödlareuth furono smantellate con la scavatrice. Una parte del muro è però rimasto come memoriale ed è oggi parte del museo all'aperto.

## Mödlareuth oggi

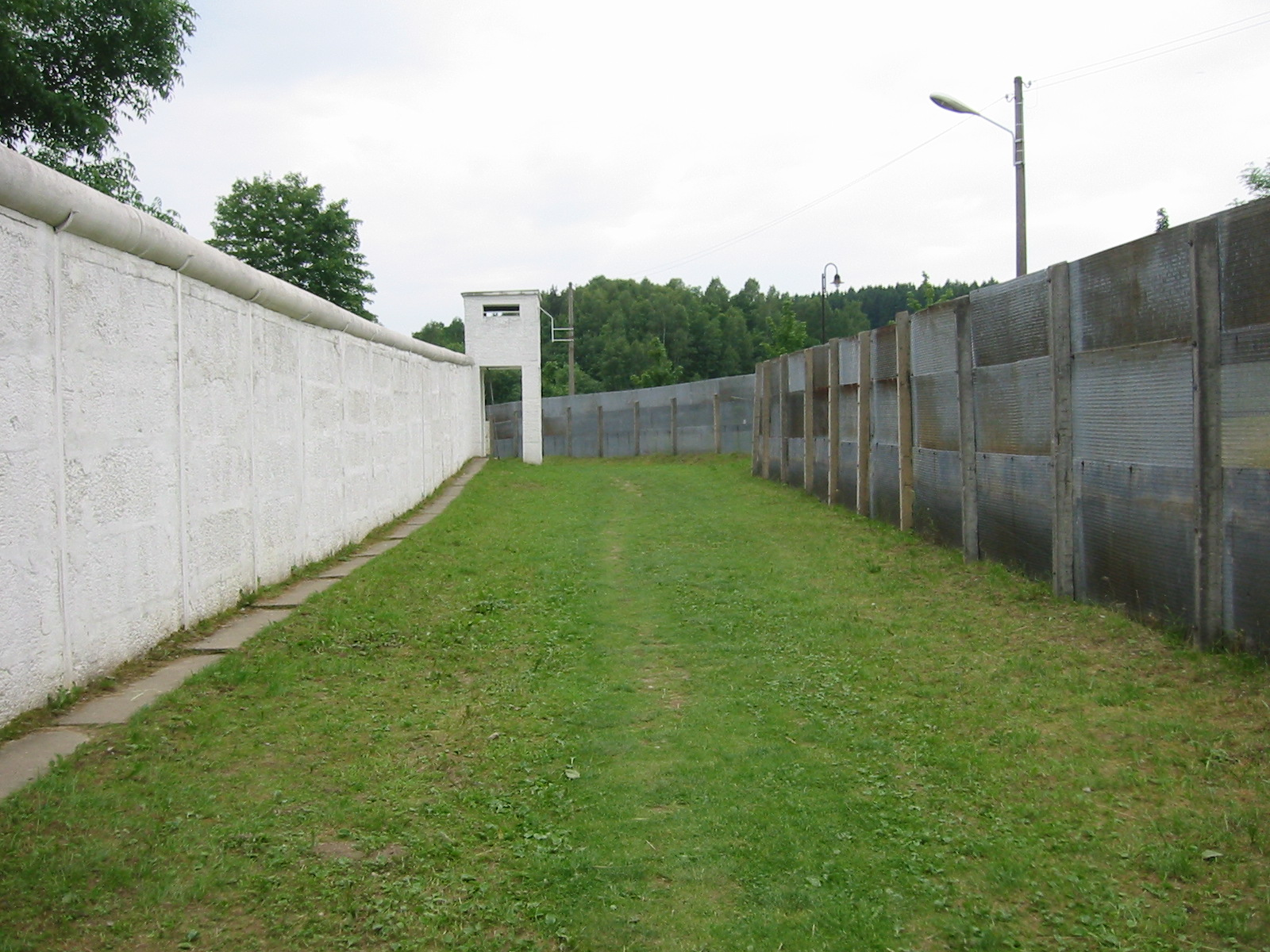
Il museo all'aperto

Oggi la parte turingia di Mödlareuth appartiene al territorio di Gefell e la parte bavarese a quello di Töpen.
A Mödlareuth è stato istituito, nel 1994, un museo all'aperto riguardante il confine inter-tedesco. Si può vedere un pezzo del muro e una torre di controllo (non originale) com'era tipico per la RDT.
Oggi è possibile passare da una parte all'altra del paese, ma ci sono ancora molte differenze. Mödlareuth ha due CAP, prefissi separati, gli abitanti votano separati ed i bambini vanno in scuole diverse. Nella parte turingia ci si saluta con la frase “Guten Tag”, nella parte bavarese con “Grüß Gott”.